# Органический закон
Органический закон, в некоторых странах именуется фундаментальный закон — термин юриспруденции, возникший во Франции и существующий в основном в странах, испытавших влияние французской правовой системы. Органическим называется законодательство, регулирующее основы государственного строя. Собственно термин «органический закон» чаще всего применяется к законодательным актам, принимаемым по прямому предписанию конституции и либо равным конституции по юридической силе, либо находящимся между обычными законами и конституцией.
Как правило, порядок принятия органических законов и порядок внесения изменений в них отличаются от аналогичного порядка для обычных законов в сторону повышенных требований к голосованию. Такой порядок делает органические законы более стабильными и менее подверженными изменениям по сравнению с обычными законами.

## Органические законы США
Органические законы США включены в Кодекс США. Указанные законы включают следующие:
- Декларация независимости США,
- Статьи Конфедерации и вечного союза,
- Северо-западный ордонанс
- Конституция США.

Все перечисленные документы в совокупности образуют первую часть Кодекса США, где описываются основы государственного устройства Соединённых штатов Америки.

## Органические законы во Франции
Согласно действующей Конституции Франции, «органические законы» — это краткий фиксированный перечень законов, существование которых предусмотрено в самом тексте Конституции. Указанные специальные уставы определены рамками конституционных положений, в особенности в связи с преамбулой, касающейся соблюдения прав личности, и наряду с Конституцией имеют конституционную силу, то есть имеют приоритет перед обычными законами и постановлениями, хотя они принимаются, как и обычные законы, не на референдуме, а Парламентом Франции, с тем отличием, что на принятие органического закона требуется согласие Конституционного совета Франции.
Данный механизм обеспечивает Французской конституции необходимую гибкость. Такие положения, как процесс принятия бюджета и социальное страхование, отнесены к сфере органических законов, и для их изменения нет необходимости в той же сложной процедуре, что требуется для изменения Конституции.
Важной категорией органических законов являются законы о бюджетной системе.

## Органические законы в России
Законодательство России не использует термин «органический закон», вместо него используются термин конституционное право, охватывающий Конституцию России и федеральные конституционные законы. Действующая Конституция России предусматривает существование больше десяти конституционных законов. Законы о бюджете в России не относятся к категории конституционных.
Для принятия федерального конституционного закона требуется одобрение не менее 3/4 голосов от общего числа членов Совета Федерации и не менее 2/3 от общего числа депутатов Государственной Думы. В отличие от обыкновенных законов, Президент России не может налагать вето на принятый федеральный конституционный закон.

## Органические законы в Грузии
Конституция Грузии предписывает принятие органических законов об устройстве и порядке работы парламента страны, о государственной символике, о гражданстве, о политических партиях, о полномочиях и порядке работы органов местного самоуправления, и по некоторым другим вопросам. Важным органическим законом Грузии, прямо не предусмотренным конституцией, является Акт об экономической свободе, принятый во время реформ Саакашвили — Бендукидзе.
Проект органического закона Грузии считается принятым, если он поддержан более чем половиной списочного состава парламента, тогда как обычный закон считается принятым, если за него проголосовало большинство присутствующих депутатов, но не менее чем одной трети полного состава парламента Грузии.

## Латинская Америка
Органические законы также предусмотрены законодательством ряда латиноамериканских стран (например, Перу).